# Alexeï Yurchak
 (mars 2025).
Alexei Vladimirovitch Yurchak (russe : Алексей Владимирович Юрчак) est un anthropologue américain d'origine russe et professeur d'anthropologie à l'Université de Californie à Berkeley. Ses recherches portent principalement sur l’ histoire de l’Union soviétique et sur les transformations post-soviétiques en Russie et dans les États post-soviétiques.

## Jeunesse et éducation
Yurchak est né le 21 juillet 1960 et a grandi à Léningrad (aujourd'hui Saint-Pétersbourg), en Union soviétique. Il a suivi une formation de physicien et a été membre un groupe musical local nommé AVIA. Il a ensuite déménagé aux États-Unis, où il a obtenu son doctorat en anthropologie culturelle de l'Université Duke en 1997.

## Hypernormalisation
Yurchak a conceptualisé le terme « hypernormalisation » dans son livre de 2005, Everything Was Forever, Until It Was No More: The Last Soviet Generation. Ce livre se concentre sur les conditions politiques, sociales et culturelles pendant ce qu'il appelle le « socialisme tardif » (la période après le stalinisme mais avant la perestroïka) qui a conduit à la dissolution de l'Union soviétique en 1991.
En 2007, Everything Was Forever a remporté le prix du livre Wayne S. Vucinich de l'Association for Slavic, East European, and Eurasian Studies.
Après la publication en anglais, Yurchak a réécrit le livre en russe, en l'élargissant et en le révisant considérablement. Il a été publié en 2014 par le New Literary Observer de Moscou et a remporté le prix Enlightener 2015 dans la catégorie Sciences humaines.

## Œuvres
- (ru) Это было навсегда, пока не кончилось. Последнее советское поколение, Moscow, New Literary Observer,‎ 2014 (ISBN 978-5-4448-0361-5)
- Everything Was Forever, Until It Was No More: The Last Soviet Generation, Princeton, New Jersey, Princeton University Press, 2005 (ISBN 978-0-691-12117-8)